# كيم دايريكتور
كيم دايريكتور (بالإنجليزية: Kim Director)‏ (من مواليد 13 نوفمبر 1974 في بيتسبرغ، الولايات المتحدة) هي ممثلة أمريكية.

## روابط خارجية
- كيم دايريكتور على موقع IMDb (الإنجليزية)
- كيم دايريكتور على موقع روتن توميتوز (الإنجليزية)
- كيم دايريكتور على موقع ألو سيني (الفرنسية)
- كيم دايريكتور على موقع أول موفي (الإنجليزية)
- كيم دايريكتور على موقع قاعدة بيانات الأفلام السويدية (السويدية)
- كيم دايريكتور على موقع قاعدة بيانات الفيلم (الإنجليزية)
- كيم دايريكتور على موقع كينوبويسك (الروسية)